# 德里諾河
40°17′12″N 20°2′32″E / 40.28667°N 20.04222°E

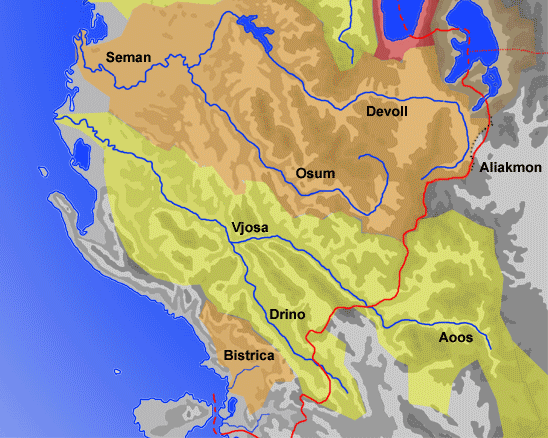

德里諾河（希臘語：Δρίνος），是東南歐的河流，位於阿爾巴尼亞南部和希臘西北部，是維約薩河的支流，河道全長85公里，流域面積1,320平方公里，河口處在台佩萊納附近。